# 博士研究員
博士研究員（はくしけんきゅういん、Postdoctoral Researcher, Postdoc）とは、博士号（ドクター）取得後に任期制の職に就いている研究者や、そのポスト自体を指す語である。
英語圏での略称であるpostdocに倣ってポスドクと称されたり、博士後研究員とも呼ばれる。一般にポスドクの呼称が知られていることから、本項目ではポストドクターと記述する。

## 概要
科学技術・学術政策研究所は、ポストドクター等について、「博士の学位を取得した者又は所定の単位を修得の上博士課程を退学した者のうち、任期付で採用されている者で、①大学や大学共同利用機関で研究業務に従事している者であって、教授・准教授・助教・助手等の学校教育法第92条に基づく教育・研究に従事する職にない者、又は、②独立行政法人等の公的研究機関において研究業務に従事している者のうち、所属する研究グループのリーダー・主任研究員等の管理的な職にない者をいう」と定義している。

## 問題点
2020年代の現在継続的に研究を続けることが出来る人は限られており、競争的研究費を獲得できないと離職せざるを得ない場合も生ずる。一方、日本ではポストドクター制度が本格的に運用されるようになってから日が浅く、キャリアパスが十分に整備されているとはいえない状態が続いていたが、今となっては国際的にポストのない状態が続いているといえる。2020年にゲノム編集技術「CRISPR-cas9」の開発でノーベル化学賞を受賞したエマニュエル・シャルパンティエ博士でさえ、ポスドクとして複数の国でいくつもの研究所を渡り歩いた経験があり、公費による若手研究者の支援の重要性を説いている。

### 日本の状況
2020年代の日本は、大学院生と助教の間に位置づけられた任期付きのポジションが増えてきた。これらを一般にポスドクと呼び、日本学術振興会特別研究員（学振PD）や21世紀COE研究員などが、ポストドクターの身分として有名である。
旧文部省の旗振りで1990年代から始まった大学院重点化計画によって大学院の定員が増え、その結果、博士号取得者が増加した。増加した博士号取得者の職を補う形として、科学技術基本計画の一部であるポストドクター等一万人支援計画が実施され、ポストドクターの人数は増加した。一方、ポストドクターを経験した博士号取得者の行き先として考えられる大学・研究所の定員は増えていないうえ、企業等の博士号取得者採用数が極小化の一途をたどっていることから、将来の展望を確立できないまま、年を重ねた博士号取得者が毎年大量に溢れることとなっている。同時に、日本国外の日本人ポスドクが日本で就職できる機会も限られてきており、結果として頭脳流出が1970年代から起きている。
こうした状況に対応するため、文部科学省では2006年（平成18年度）から「キャリアパス多様化事業」を開始した。しかし、2008年8月4日・5日の両日、自民党「無駄遣い撲滅プロジェクトチーム」の主催で行われた「政策棚卸し」作業では、いわゆる自己責任論を標榜する立場から「無駄な事業」との厳しい否定的な意見が多数表明される結果となっている。
科学技術・学術政策研究所の調査結果によれば、「2015年度において、ポストドクター等が1人以上在籍していると回答した機関は1,147機関中305機関（26.6％）」「2015年度における我が国のポストドクター等の延べ人数は15,910人で、前回調査（2012年度）の16,170人から微減傾向」「ポストドクター等の分野は、理学が最も多く5,812人（36.5％）、次いで工学3,526人（22.2％）、保健2,571人（16.2％）、農学1,382人（8.7％）、人文1,229人（7.7％）、社会714人（4.5％）であった」といった実態が明らかになっている。この調査結果から、ポストドクターは、約90％が理系分野で占められていると分かる。2015年度にポストドクター等であった者の2016年4月1日における就業状況は、ポストドクター等を継続している者が11,118人（69.9％）、ポストドクター等から大学教員やその他の研究開発職等に職種変更した者が4,536人（28.5％）であった。また、職種変更した4,536人のうち、大学教員等の研究・開発職に就いた者は2,354人、非研究・開発職に就いた者は290人であった。なお、進路を「不詳」とした者も36.4％（1,649人）存在する。

### 社会の反応
2004年（平成16年）に文部科学省から発表されたデータによると、博士課程修了者のうち「不詳、死亡」等の者の割合は11.45 %となっている。このような現状を皮肉に表現した「博士（はくし）が100にんいるむら」という作者不明の創作童話がインターネット上に公開され、一部で話題になった。博士号取得者のうち、自殺者・行方不明者が相当数を占めるという内容である。ただし、この「不詳・死亡」については、「卒業後、調査期日の5月1日までに死亡した者と、学校で卒業後の状況がどうなっているかまったく把握できていない者」と定義されており、全てが死亡・行方不明を意味するわけではない。この創作童話は、調査不備による統計上の不備をセンセーショナルに取り上げたデマという指摘がある。
また、2007年には日本学術会議で、ポスドクの将来等に関する公開シンポジウムが開かれ、大学関係者の間でも一定の危機感が共有されている。2008年6月5日に議員立法で成立した研究開発力強化法が2008年10月21日施行され、研究開発型独立行政法人におけるポスドクの雇用促進などが進められている。

### 北米・欧州の状況
米国やカナダでは博士の学位取得後、半数が研究を継続するためポスドクにすすみ、そのうち大学の研究室主宰者になる者ですら半数以下といわれている。「ポスドク」の正式な職名としては「Postdoctoral Researcher」が使われ、時には「Postdoctoral Research Fellow」、「Postdoctoral Associate」と呼ばれることもある。アメリカ国立衛生研究所から毎年ポスドクに対する標準給与が勧告されているが、半年から5年程度の経験年数でその給与は5万ドルから6万ドルとなっている。なお、実際の給与は個々の契約によって大きく異なる。
アメリカ合衆国のポスドクの研究環境で特に際立っている点は、100％の時間を研究にさけることが極めて少なく、たいていの博士号取得者は何らかの形で教えることになることである。研究室主宰者になると平均の研究時間は40％程度に減少し、それ以外は教育や雑用にさかれることになる。米国の場合ポスドクの研究分野は生命科学分野が半分以上で最大を占め、米国以外の出身国はロシアを含むヨーロッパ諸国、中国、インド、日本の順番となっている。
大学内でのポジションとして 「Non-tenure-track Faculty(テニュア・トラックに参加していない教員)」の Adjunct Professor(非常勤教授)、 Visiting Professor(客員教授)、Visiting Assistant Professor(客員助教)、Lecturer、Instructor等の教員及び「Clinical-track Faculty(臨床教授職)」の Clinical Professor、Clinical Associate Professor、Clinical Assistant Professor、「Research-track Faculty(研究教員)」の Research Professor、Research Associate Professor、Research Assistant Professor等と呼ばれる教授職に就く場合もある。
ポスドクのその後は、おおよそ最長7年以内で研究室を主宰するPrincipal investigator (PI)であるアシスタント・プロフェッサー になるのが最初の関門といわれている。しかしこれはまだテニュア（終身雇用）ではなく、いわゆるテニュアトラックと呼ばれるポジションで、その後再審査を受けながらテニュアの准教授、教授を目指すことになる。
米国にはポスドクの協会があり、ポスドク同士の情報交換などで成果を上げている。
英国などについては、欧州での研究経験のある著者がヨーロッパでのポスドクの状況を述べている記述がある。
科学雑誌サイエンスはストレスの多い仕事としてポスドクに焦点を合わせた。 慢性的なストレスは頭に悪い。